# Eburodacrys obscura
Eburodacrys obscura är en skalbaggsart som beskrevs av Martins 1973. Eburodacrys obscura ingår i släktet Eburodacrys och familjen långhorningar. Inga underarter finns listade i Catalogue of Life.